# Kyle Ensing
Kyle Wayne Ensing (Santa Clarita, 6 marzo 1997) è un pallavolista statunitense, opposto del Warta Zawiercie.

## Biografia
Nasce a Santa Clarita, in California, ed è il fratello minore dell'ex pallavolista Eric Ensing, suo compagno di squadra alla CSU Long Beach.

## Carriera

### Club
La carriera di Kyle Ensing inizia a livello giovanile nelle formazioni del Legacy e del Bones; parallelamente prende parte anche ai tornei scolastici californiani, giocando per la Valencia HS. Dopo il diploma gioca a livello universitario con la CSU Long Beach, partecipando alla NCAA Division I: si qualifica ogni anno alla Final-7, uscendo di scena per due volte alle semifinali, prima di conquistare due titoli nazionali consecutivi (2018 e 2019), impreziosendo le sue prestazioni con diversi riconoscimenti individuali.
Fa il suo esordio da professionista nella stagione 2019-20, quando approda in 1. Bundesliga con lo Charlottenburg: si aggiudica la Supercoppa tedesca e la Coppa di Germania, prima di trasferirsi a Israele nella stagione seguente, in cui difende per un biennio i colori del Maccabi Tel Aviv, in Volleyball Premier League, conquistando una coppa nazionale e due scudetti.
Per il campionato 2022-23 è invece di scena in Francia, ingaggiato dal Saint-Nazaire, neopromosso in Ligue A, con il quale si lega per due annate e conquista uno scudetto. Nella stagione 2024-25 approda nella Polska Liga Siatkówki, dove indossa la casacca del Warta Zawiercie.

### Nazionale
Fa parte delle nazionali giovanili statunitensi, partecipando con l'Under-19 al campionato mondiale 2015; con l'Under-21, invece, si aggiudica la medaglia d'oro al campionato nordamericano 2016 e partecipa al campionato mondiale 2017. 
Fa il suo esordio in nazionale maggiore nel 2017, in occasione della Coppa panamericana. Un anno dopo si aggiudica la medaglia di bronzo alla Volleyball Nations League, seguita da un argento al campionato nordamericano 2019 e dalla partecipazione ai Giochi della XXXII Olimpiade. Nel 2022 vince la medaglia d'argento alla Volleyball Nations League mentre nel 2023 l'oro alla Coppa del Mondo.

## Palmarès

### Club
- NCAA Division I: 2

2018, 2019
- Campionato israeliano: 2

2020-21, 2021-22
- Campionato francese: 1

2023-24
- Coppa di Germania: 1

2019-20
- Coppa d'Israele: 1

2020-21
- Supercoppa tedesca: 1

2019

### Nazionale (competizioni minori)
- Campionato nordamericano Under-21 2016

### Premi individuali
- 2017 - All-America Second Team
- 2018 - All-America First Team
- 2018 - All-America First Team
- 2018 - NCAA Division I: Los Angeles National All-Tournament Team